# Gyrocotyle major
Gyrocotyle major är en plattmaskart som beskrevs av van der Land och Templeman 1968. Gyrocotyle major ingår i släktet Gyrocotyle och familjen Gyrocotylidae. Inga underarter finns listade i Catalogue of Life.